# 王试功

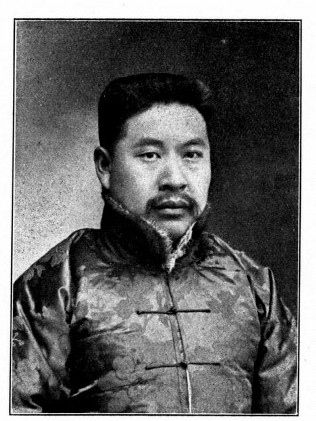
王试功

王试功（1883年—？），字啸云，直隶怀来人，中国近代政治人物。
王试功于1907年自直隶高等学堂毕业后，进入北洋大学学习。毕业后，任教于朝阳中学。中华民国成立后，他于1912年当选为直隶临时省议会议员。次年，又当选中华民国第一届国会参议员。二次革命后，任教于宣化中学校。1916年国会恢复时，继续出任参议员。次年，当选护法国会议员。1922年国会二度复会后，还任参议员。1923年，出任中华民国国务院参议。1924年，调署平政院评事。其后不详。